# 中华人民共和国交通运输部
中华人民共和国交通运输部，简称交通运输部，是中华人民共和国国务院主管铁路、公路、航運、港口、城市客运、民用航空行政管理事务的组成部门。
交通运输部主要负责拟订并组织实施公路、铁路、水陆、民航行业规划、政策和标准，承担涉及综合运输体系的规划协调工作，促进各种运输方式相互衔接等工作。

## 沿革

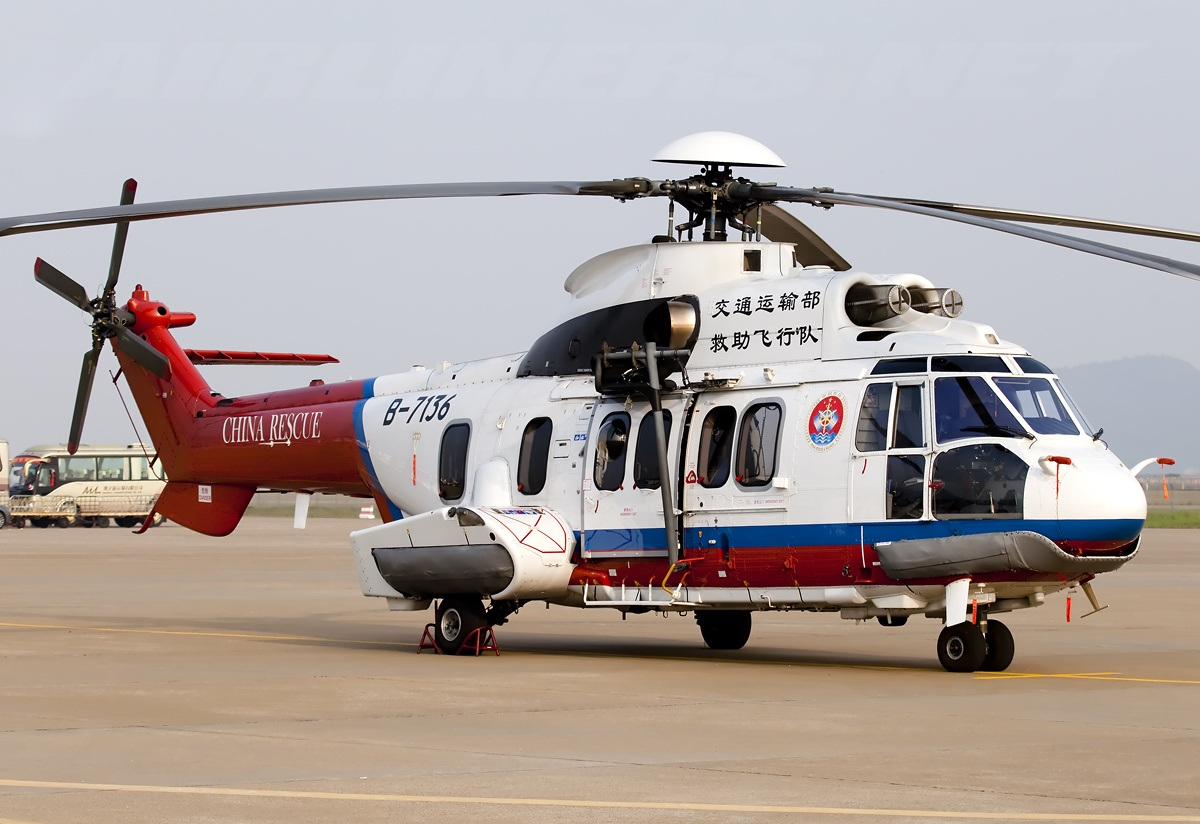
交通运输部EC-225LP

2008年3月15日，第十一届全国人民代表大会第一次会议通过《第十一届全国人民代表大会第一次会议关于国务院机构改革方案的决定》，批准《国务院机构改革方案》。方案规定：“组建交通运输部。将交通部、中国民用航空总局的职责，建设部的指导城市客运职责，整合划入交通运输部。组建国家民用航空局，由交通运输部管理。国家邮政局改由交通运输部管理。保留铁道部，继续推进改革。不再保留交通部、中国民用航空总局。”该年3月23日晚，交通运输部在1994年建成的交通部大楼正式挂牌。
根据2013年3月第十二届全国人民代表大会第一次会议通过的《国务院机构改革和职能转变方案》，中华人民共和国铁道部被撤销，其行政职责被划入交通运输部及其下辖的新组建的国家铁路局，其企业职责被划入新组建的中国铁路总公司。
2018年3月17日第十三届全国人民代表大会第一次会议通过《第十三届全国人民代表大会第一次会议关于国务院机构改革方案的决定》，批准《国务院机构改革方案》。方案规定：“组建农业农村部。将农业部的职责，以及国家发展和改革委员会的农业投资项目、财政部的农业综合开发项目、国土资源部的农田整治项目、水利部的农田水利建设项目等管理职责整合，组建农业农村部，作为国务院组成部门。将农业部的渔船检验和监督管理职责划入交通运输部。不再保留农业部。”
2018年9月13日，《中共中央办公厅 国务院办公厅关于调整交通运输部职责编制的通知》称，“将原农业部的渔船检验和监督管理职责划给交通运输部，划转后按照政事分开的原则，交通运输部海事局负责拟订渔业船舶检验政策法规及标准，渔业船舶检验监督管理和行业指导等工作，中国船级社负责渔业船舶和船用产品法定检验工作，不再保留原农业部渔业船舶检验局；交通运输部负责指导交通运输综合执法和队伍建设有关工作”。
2018年12月，中办、国办印发《行业公安机关管理体制调整工作方案》，按照“警是警、政是政、企是企”的要求，将铁路公安、森林公安、交通公安由双重领导调整为公安部领导。2019年，根据《公安部职能配置、内设机构和人员编制规定》，撤销交通运输部公安局（公安部十四局），长江航运公安局调整为公安部直属机构，其他港口公安、航运公安、海事公安划转地方公安机关管理。
2020年8月31日，根据国家发展改革委《关于全面推开行业协会商会与行政机关脱钩改革的实施意见》（发改体改〔2019〕1063号），原由交通运输部主管的中国港口协会、中国快递协会等22家行业协会（商会）与交通运输部分离，依法直接登记、独立运行，剥离行政职能，不再设置业务主管单位。取消对其的直接财政拨款，通过政府购买服务等方式支持其发展。

## 职责
根据《交通运输部主要职责、内设机构和人员编制规定》，交通运输部承担下列职能：
1. 负责推进综合交通运输体系建设，统筹规划铁路、公路、水路、民航以及邮政行业发展，建立与综合交通运输体系相适应的制度体制机制，优化交通运输主要通道和重要枢纽节点布局，促进各种交通运输方式融合。
2. 负责组织拟订综合交通运输发展战略和政策，组织编制综合交通运输体系规划，拟订铁路、公路、水路发展战略、政策和规划，指导综合交通运输枢纽规划和管理。
3. 负责组织起草综合交通运输法律法规草案，统筹铁路、公路、水路、民航、邮政相关法律法规草案的起草工作。
4. 负责拟订综合交通运输标准，协调衔接各种交通运输方式标准。
5. 牵头组织编制国家重大海上溢油应急处置预案并组织实施，承担组织、协调、指挥重大海上溢油应急处置等有关工作。负责船员管理和防抗海盗有关工作。
6. 负责国家公路网运行监测和应急处置协调工作，承担综合交通运输统计工作，监测分析交通运输运行情况，发布有关信息。
7. 拟订经营性机动车营运安全标准，指导营运车辆综合性能检测管理，参与机动车报废政策、标准制定工作。
8. 承担公路、水路国家重点基本建设项目的绩效监督和管理工作。统筹协调交通运输国际合作与交流有关事项。
9. 管理国家铁路局、中国民用航空局、国家邮政局，并按有关规定管理国家铁路局、中国民用航空局、国家邮政局机关党的工作。
10. 承办国务院交办的其他事项。

## 机构设置
根据《交通运输部主要职责、内设机构和人员编制规定》，交通运输部设置下列机构：

### 内设机构
- 办公厅
- 政策法规司
- 综合规划司
- 财务审计司
- 人事教育司
- 公路局
- 水运局
- 运输服务司
- 安全与质量监督管理司
- 科技司
- 国际合作司
- 机关党委
- 离退休干部局

### 交通运输部管理的国家局
- 国家铁路局（副部级）
- 中国民用航空局（副部级）
- 国家邮政局（副部级）

### 派出机构
- 交通运输部长江航务管理局
- 交通运输部珠江航务管理局

### 直属机构
- 中国海上搜救中心（中国海上溢油应急处置中心）
- 交通运输部海事局（中华人民共和国海事局）

（中国海上搜救中心与交通运输部应急办公室合署办公。）

### 直属事业单位
- 中国国际可持续交通创新和知识中心

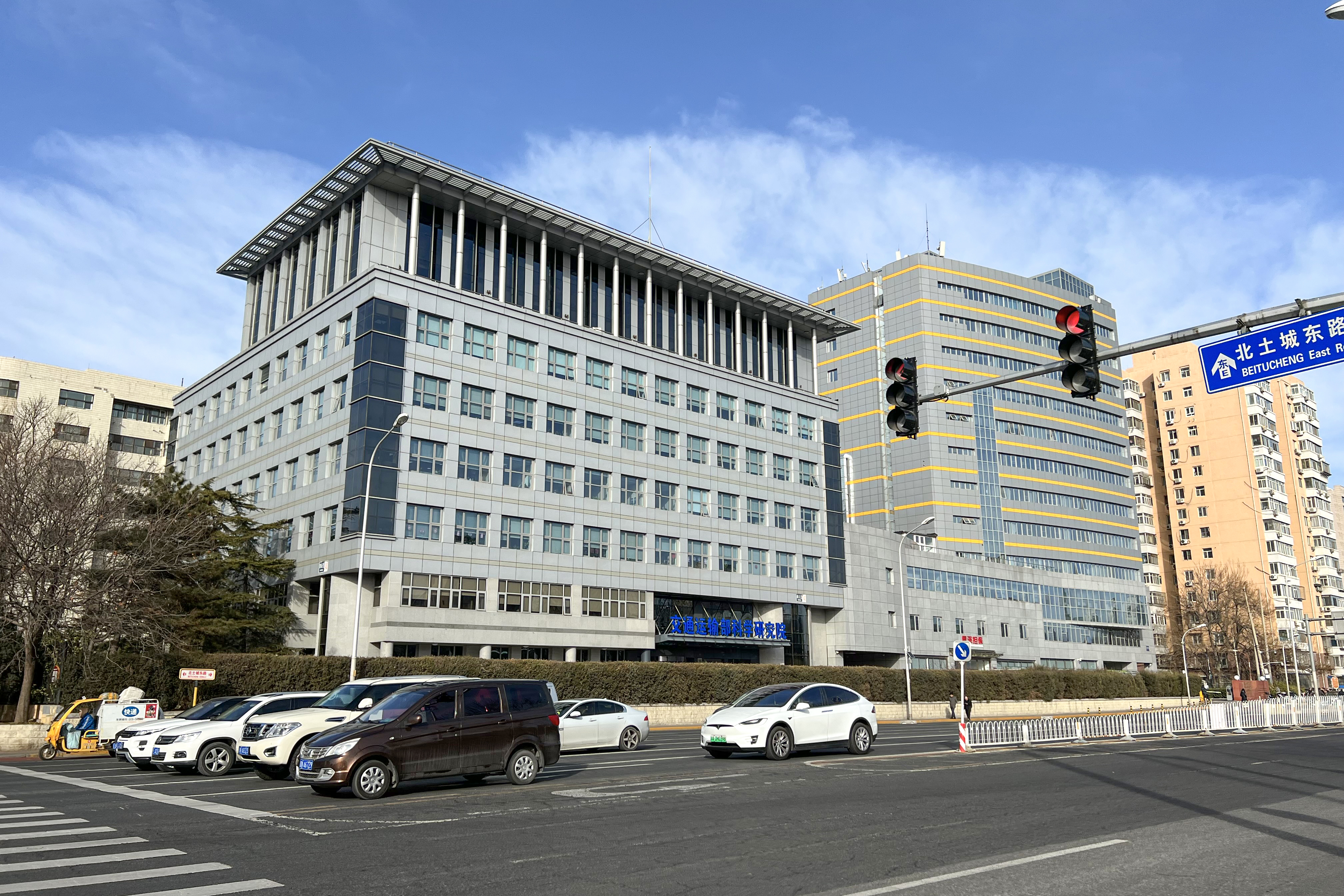
交通运输部科学研究院惠新里办公区；交通运输部规划研究院、交通运输部职业资格中心、中国海事服务中心亦在此挂牌

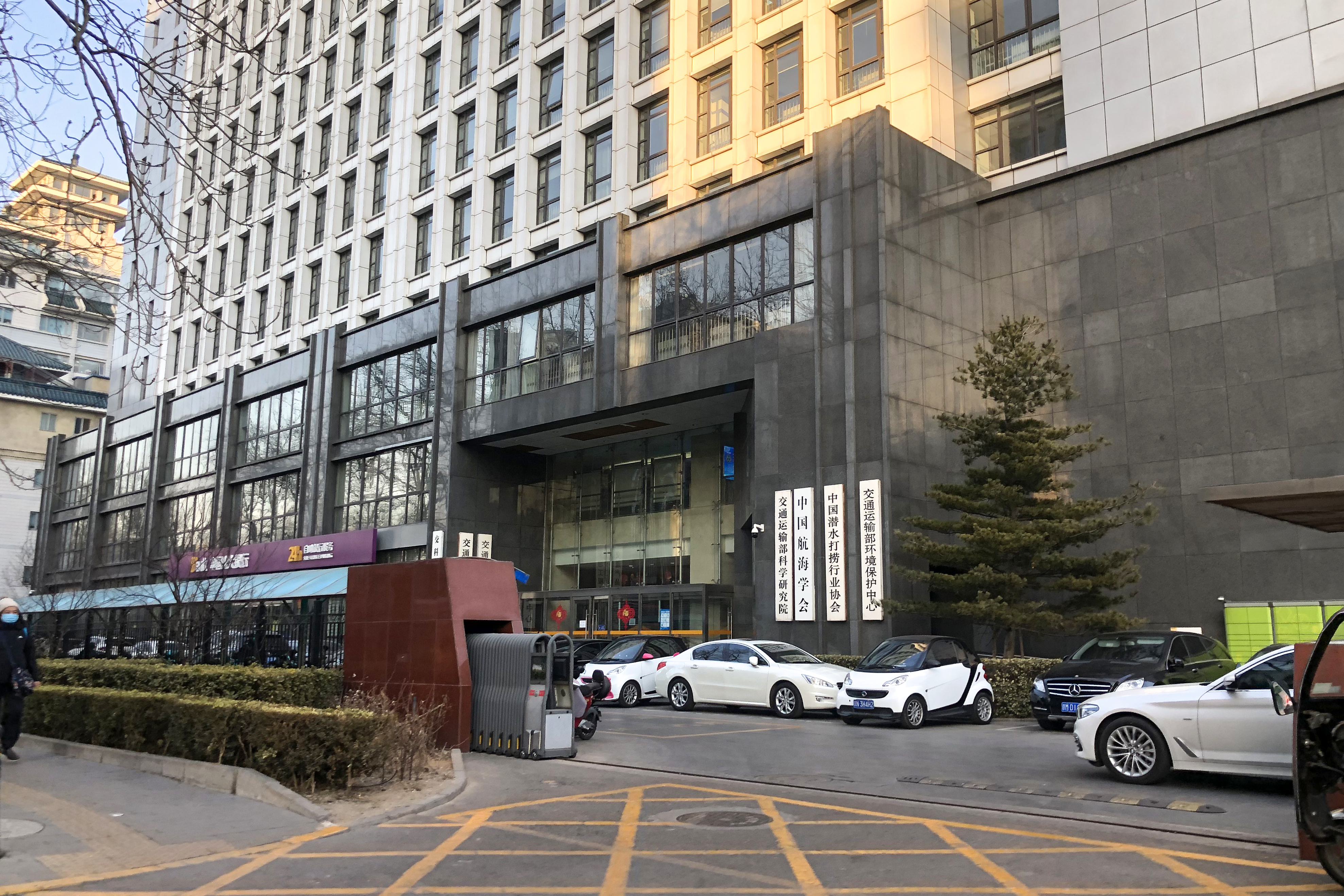
交通运输部科学研究院和平里办公区

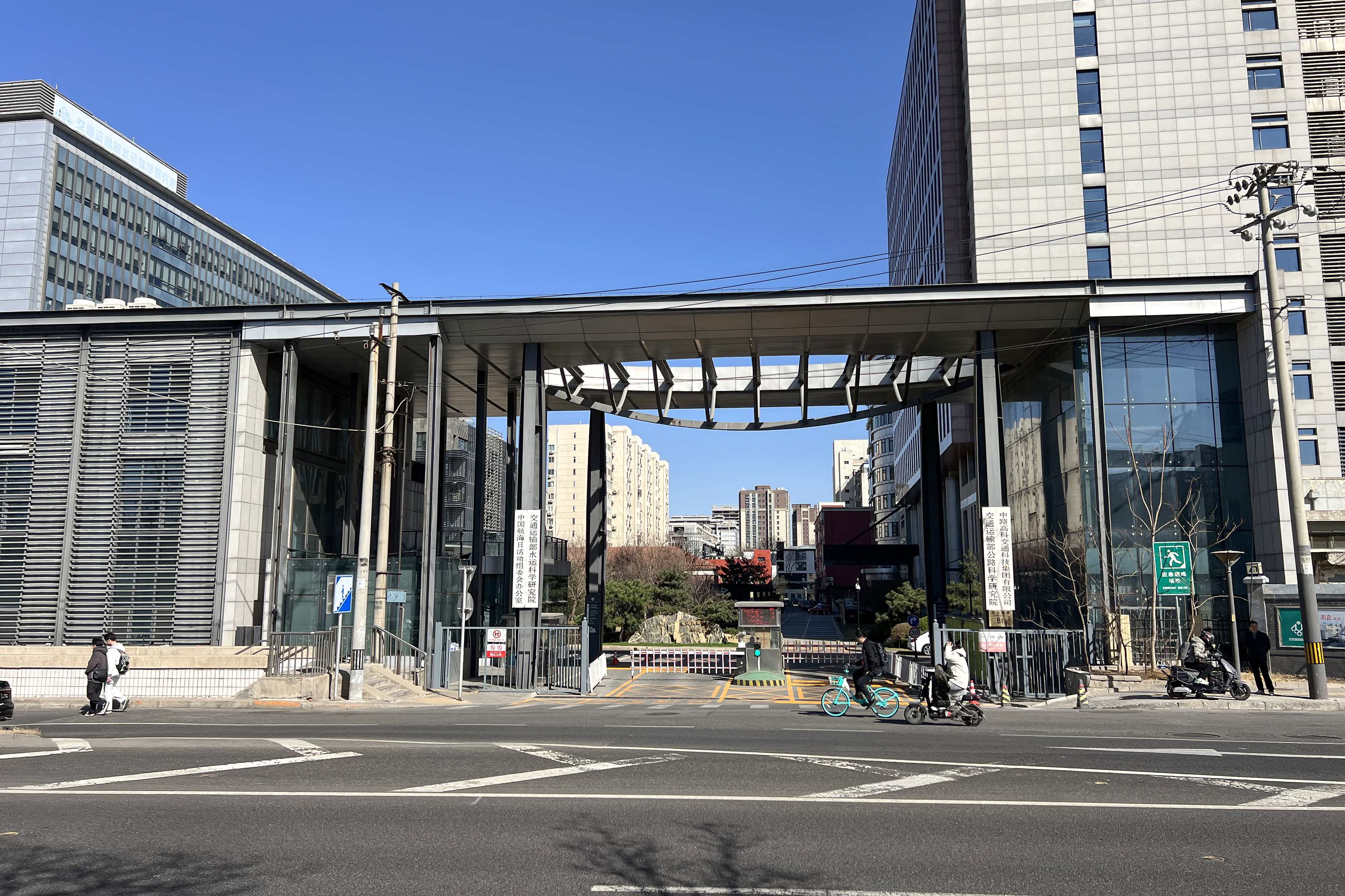
交通运输部公路科学研究院与交通运输部水运科学研究院

- 交通运输部救助打捞局（交通運輸部救助飛行隊）
- 中国船级社
- 中国交通通信信息中心
- 交通运输部职业资格中心（交通运输部职业技能鉴定指导中心）
- 交通运输部科学研究院
- 交通运输部公路科学研究所（院）
- 交通运输部水运科学研究所（院）
- 交通运输部规划研究院
- 交通运输部天津水运工程科学研究所（院）
- 交通运输部路网监测与应急处置中心
- 交通运输部管理干部学院
- 交通运输部机关服务中心
- 交通运输部机关文印室
- 交通运输部档案馆
- 交通运输部基本建设质量监督总站
- 交通运输部北海航海保障中心（海事局管理）
- 交通运输部南海航海保障中心（海事局管理）
- 交通运输部东海航海保障中心（海事局管理）

#### 直属高等学校
- 大连海事大学

### 直属企业单位
- 人民交通出版传媒管理有限公司
- 中国交通报社有限公司
- 中国水运报社有限公司

## 历任领导

### 部长
| 肖像 姓名 | 在任时期                     | 前后最高职务                                              | 备注                                               |
| --------- | ---------------------------- | --------------------------------------------------------- | -------------------------------------------------- |
| 李盛霖    | 2008年3月15日－2012年8月31日 | 天津市人民政府市长 全国人民代表大会财政经济委员会主任委员 |                                                    |
| 杨传堂    | 2012年8月31日－2016年9月3日  | 中国人民政治协商会议全国委员会副主席                      | 2012年8月1日至2023年5月10日担任交通运输部党组书记  |
| 李小鹏    | 2016年9月3日－2024年11月8日  | 山西省人民政府省长                                        | 2023年5月10日至2024年9月27日担任交通运输部党组书记 |
| 刘伟      | 2024年11月8日至今            | 中国共产党北京市委员会专职副书记                          | 2024年9月27日起担任交通运输部党组书记              |

### 副部长和其他部领导
| 副部长 …… - 徐成光（2022年4月－，2022年4月至2023年12月兼总规划师、综合规划司司长，2022年6月起兼直属机关党委书记） - 付绪银（2022年11月－，2023年1月起兼中国海上搜救中心主任，2023年5月起兼海事局局长） - 王刚（2023年4月－） - 李扬（2023年8月－，2023年8月至2023年11月兼国际合作司（港澳台办公室）司长（主任），中国国际可持续交通创新和知识中心主任、党委书记） | 驻部纪检监察组长 …… - 邹天敬（2021年5月－） 其他党组成员 …… - 赵冲久（2022年9月－，兼国家邮政局局长） - 宋志勇（2022年6月－，兼中国民航局局长） 总工程师 …… - 李天碧（2021年6月－2024年3月） 安全总监 …… - 蔡团结（2023年12月－，兼运输服务司司长） 总规划师 …… - 吴春耕（2023年12月－2025年7月，兼综合规划司司长） |